# Лінія 14 (Паризький метрополітен)
Лінія 14 (фр. Ligne 14) — одна з шістнадцяти ліній метро в Парижі, це перша повністю автоматизована лінія в Паризькому регіоні (також автоматизованими є лінії 1 і 4, і системи транспортування між терміналами в аеропортах Орлі та Шарль-де-Голль). 
Вона сполучає станції Сен-Лазар та Олімпіад, перетинаючи Париж по діагоналі з північного заходу на південний схід. 
Відкрита 15 жовтня 1998 року, вона є найсучаснішою з ліній та обслуговується без машиніста. 
За рівнем завантаженості вона зараз на 12-му місці. 
Проєктна назва — Метеор, скорочення від Metro Est-Ouest Rapide. 
На середину 2020-х є останньою лінією, відкритою в Паризькому метро. 
На всіх станціях лінії встановлені платформні розсувні двері. 
 
На схемах позначається темним відтінком фіолетового кольору та числом 14.

## Хронологія
- 15 жовтня 1998: Мадлен — Бібліотек-Франсуа-Міттеран
- 16 грудня 2003: Мадлен — Сен-Лазар (~800 м)
- 26 червня 2007: Бібліотек-Франсуа-Міттеран — Олімпіад (676 м)
- 14 грудня 2020: Сен-Лазар — Мері-де-Сент-Вен (5,8 км)
- 13 травня 2024 року: Олімпіад — Аеропорт Орлі
- 24 червня 2024 року: Мері-де-Сент-Аен — Сен-Дені — Плейель

## Розвиток

### Проєкт Метеор
Початкова лінія 14 сполучала Енвалід з Порт-де-Ванв до 1976 року, коли її об’єднали з південною частиною нинішньої лінії 13.

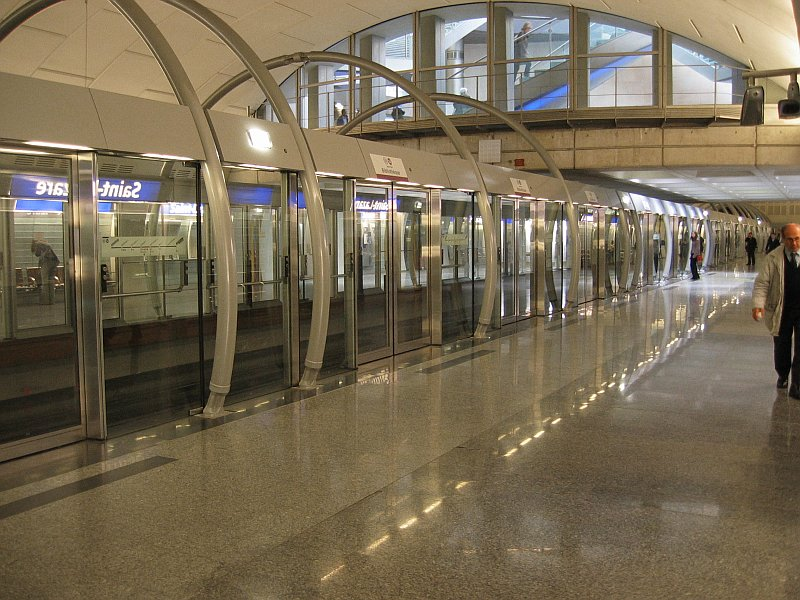
Лінія 14 – станція Сен-Лазар

Східно-західна вісь Парижа вже давно завантажена: лінія 1 метро почала наближатися до насичення в 1940-х роках, що спричинило необхідність будівництва лінії А RER в 1960-70-х роках; які стали найзавантаженішими міськими маршрутами в Європі (до 2010 р. кожен робочий день перевозили понад мільйон пасажирів). 
Щоб покращити обслуговування, SACEM (Systeme d'aide à la conduite, à l'exploitation et à la maintenance — «Система допомоги при керуванні, контролі та технічному обслуговуванні») була встановлена на центральній дистанції лінії A у вересні 1989 року. 
Це покращило ефективність і скоротили інтервал між поїздами лише до двох хвилин, хоча цього покращення в кінцевому підсумку недостатньо для задоволення зростаючого попиту. 
Щоб постійно задовольняти попит на жвавій артерії між Обером і Ліонським вокзалом, необхідно було б побудувати нові залізничні лінії.
Транспортні компанії зробили дві пропозиції: SNCF запропонувала новий тунель між Шатле та Ліонським вокзалом для лінії D RER, що дозволить циркулювати трафіку з півночі та південного сходу Іль-де-Франс. 
Що ще важливіше, вони запропонували «Проєкт EOLE» («Est-Ouest Liaison Express»), створення нової лінії стандартної колії, спочатку від східних околиць Парижа до Сен-Лазар, а потім розширення до західних околиць.
У 1987 році RATP запропонували «проєкт Météor» («MÉTro-Est-Ouest-Rapide») створення нової лінії метро від Порт-Майо на околиці 16-го округу до району Мезон-Бланш в 13-му окрузі, район погано обслуговувався транспортом, попри велику кількість населення. 
Проєкт добре мав вписатися в регенерацію району Толбіяк на лівому березі навколо нової Національної бібліотеки Франції в цьому окрузі.
Згодом від планів переходу до Порт-Майо відмовилися на користь кінцевої зупинки в Сен-Лазарі з пізнішою можливістю продовження лінії до Кліші та приєднання гілки Аньєр лінії 13, таким чином спростивши її складну роботу.
Враховуючи нагальну потребу, рада міністрів уряду Мішеля Рокара схвалила проєкт у жовтні 1989 року. 
Однак бюджетні обмеження змусили скоротити обидва. 
На першому етапі EOLE буде лише простим продовженням руху поїздів від передмістя до нової станції метро в Сен-Лазарі і Метеор, обмежиться центральною дистанцією Мадлен – Бібліотек, таким чином залишаючи головний залізничний вокзал Сен-Лазар і серце 13-го округу без транспорту.

### Будівництво

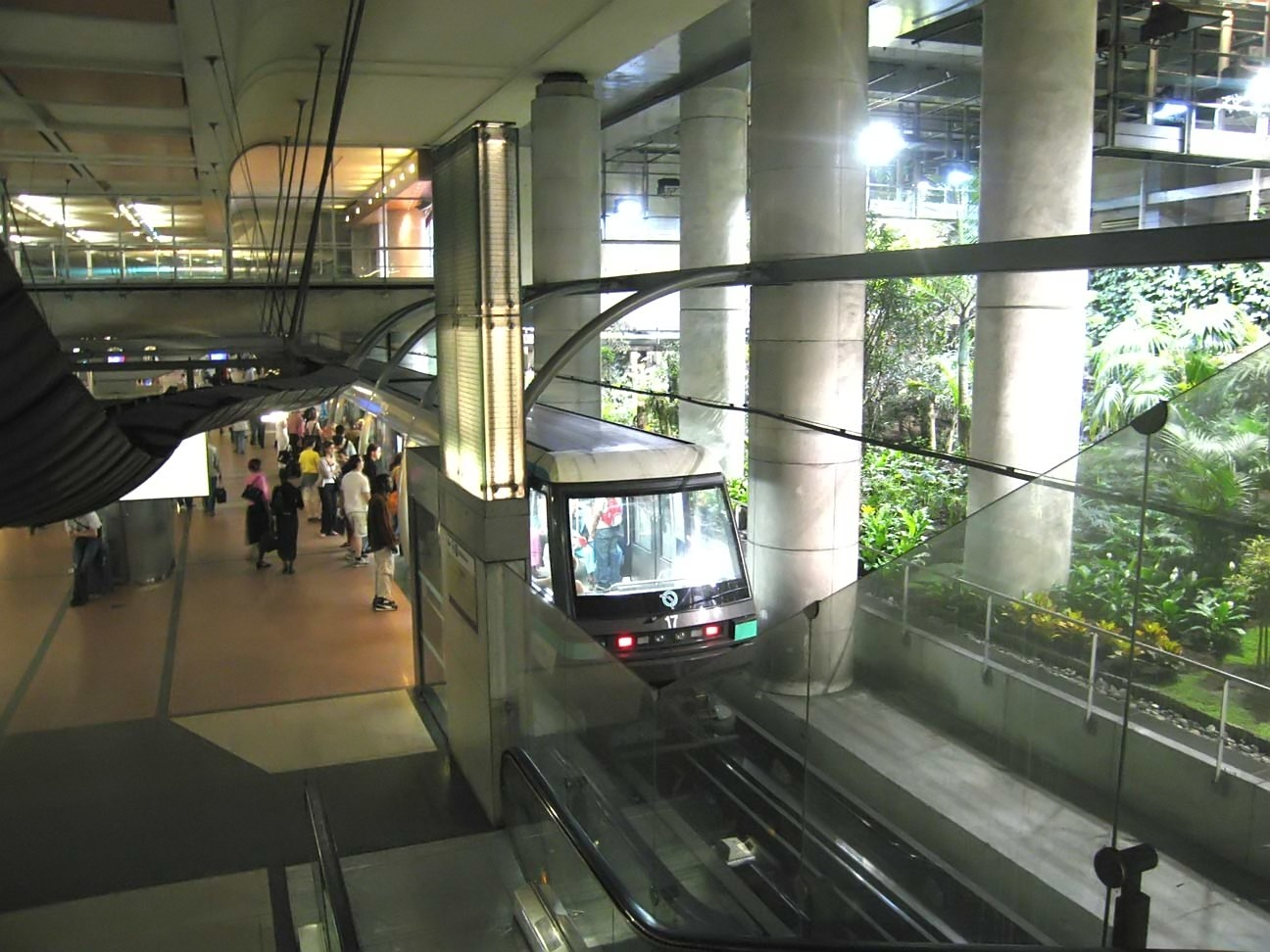
Потяг на лінії 14, напрямок Олімпіад, до Гар-де-Льйон

З листопада 1989 р. до кінця 1992 р. пройдено розвідувальні шурфи та штольні; власне прокладання тунелю тривало з липня 1993 року до початку 1995 року. 
У вересні 1993 року Сандрін почала роботу біля Бастилії; тунелепрохідницька машина довжиною 80 м і шириною 11 м була здатна пробурити тунель діаметром 8,6 м. 
Працюючи 24 години на добу, 5 днів на тиждень, вона бурила 25 м нижче рівня ґрунтових вод. 
Місцевість, складена в основному з нещільного вапняку та мергелю, була сприятливою для буріння, і тунель просувався зі швидкістю 350 м на місяць. 
Тунель проходить під сімома лініями метро, каналізацією, Кліші-Капуцин і чотирма підземними паркінгами та проходить над двома лініями RER.
Роботи на місці та транспортування викопаного матеріалу з Басен-де-Л'Арсеналь відклали на два тижні через розлив Сени, маршрут під акваторією обраний для мінімізації інтенсивного руху в місті. 
Тунель досяг майбутньої станції Пірамід 17 січня 1995 року, а Мадлен — 15 березня; тунелепрохідницьку машину зупинили під бульваром Осман у серпні й підняли на поверхню через шахти того ж місяця.
На іншому кінці лінії, від Ліонського вокзалу до Толбіака, тунель пройдено просто з поверхні. 
Він перетнув Сену вгору за течією від мосту Тольбіак, підтримуваний зануреними балками, традиційними під річковими опорами. 
Остання була змонтована 28 вересня 1994 року.
З метою економії коштів відрізок від Ліонського вокзалу до Басен-де-Л'Арсеналь був розкопаний одночасно з тунелями лінії D RER Шатле — Ле-Аль. 
816 000 м³ розкопаного ґрунту, що приблизно вдвічі перевищує об’єм вежі Монпарнас, найбільшої будівлі Парижа; і 19 000 тонн сталі, необхідної для залізобетону та опорних конструкцій, у два рази перевищують масу Ейфелевої вежі. 

### Розширення

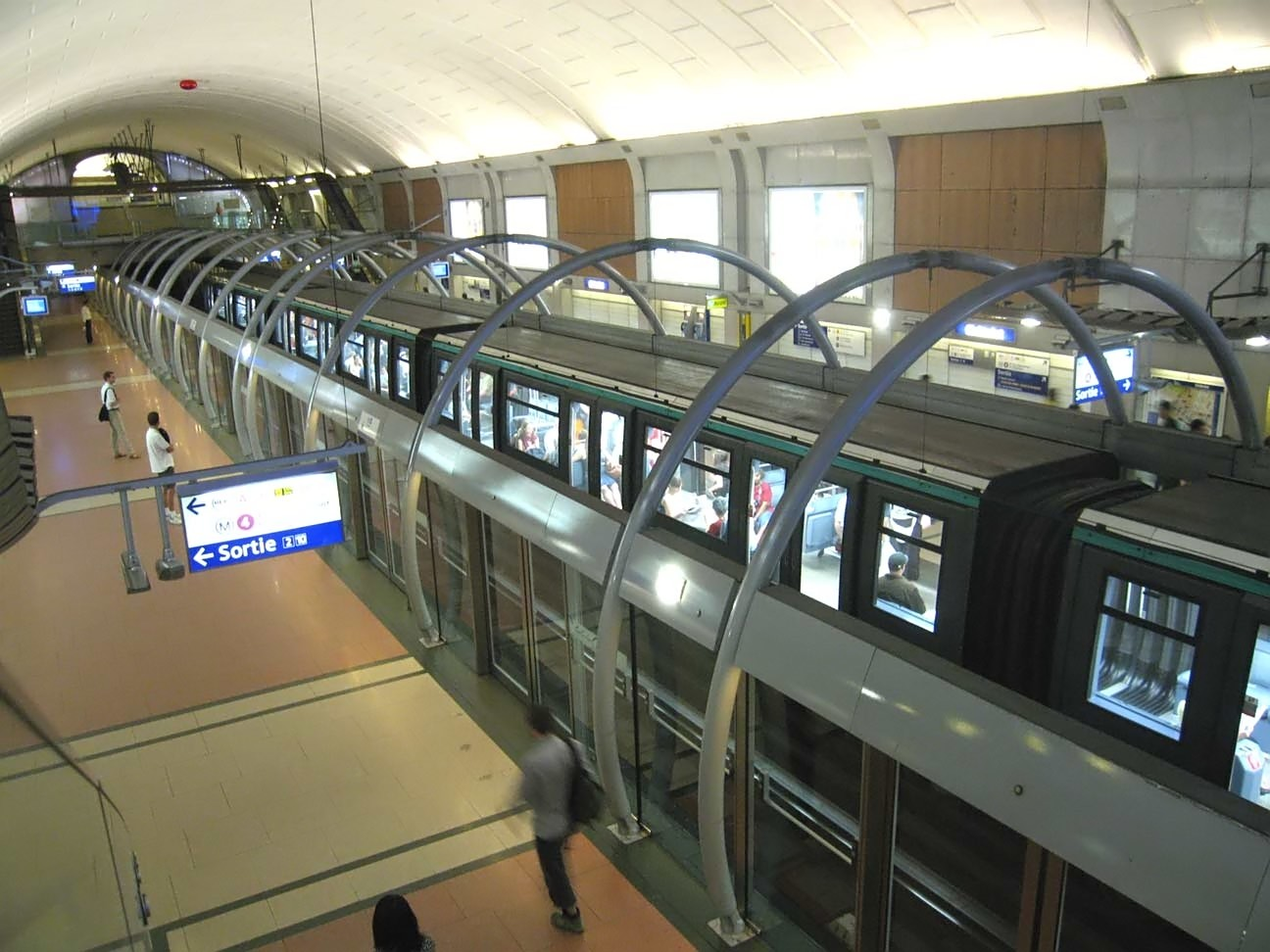
Потяг на станції Шатле

Трафік на лінії швидко зростав: у жовтні 2003 року, після п'яти років експлуатації, на ній було 240 000 пасажирів щодня. 

Того ж року обслуговування було кілька разів перервано, за для проведення робіт з розширення на північ від Мадлен до Сен-Лазар. 
Ця дистанція була відкрита 16 грудня 2003 року, після чого трафік на лінії збільшився на 30 %; 
Після Північного вокзалу північна кінцева станція лінії 14 є найважливішим вузлом мережі.
У 2007 році лінію продовжено на південь до Олімпіад, району високих веж у 13-му окрузі, який погано обслуговувався метро. 

Будівництво черги була відносно простою, оскільки тунель був побудований одночасно з рештою лінії. 
Спочатку планувалося відкрити у 2006 році, але роботи були відкладені через обвал внутрішнього двору початкової школи в ніч з 14 на 15 жовтня 2006 року. 

Відтоді пасажирообіг знову зріс: наприкінці 2007 року в середньому 450 000 пасажири скористались лінією в робочий день. 
Друге північне розширення до Мері-де-Сент-Уан відкрили 14 грудня 2020 року, допомігши дещо зменшити пасажирообіг дистанції лінії 13 між цією станцією та Сен-Лазар. 
Спочатку це розширення мало відкритися у 2017 році, але у 2016-2017 роках будівництво кілька разів відкладалося, а пандемія COVID-19 також перешкодила відкриттю у 2020 році. 
Відкриття цього розширення подовжило лінію 14 з 9 км до 14 км. 

Обидва майбутні кінці лінії були пов’язані із завершенням проходки останнього тунелю південного продовження 3 березня 2021 року та одного північного продовження 15 квітня 2021 року. 

У рамках планів розширення Grand Paris Express лінія 14 розширюється як на північ, так і на південь.
Лінію 14 продовжили на північ від Сен-Лазар, головною метою якого було зменшення пасажирообігу на лінії 13. 

Ця черга має пересадки на лінію 13 на станціях Порт-де-Кліші на гілці Аньєр — Женвільє і Мері-де-Сент-Уан на гілці Сен-Дені. 
Метростанція Сент-Уан має пересадку на станцію RER C Сент-Уан, на станції Пон-Кардінет є пересадка на Transilien Paris-Saint-Lazare, а на метростанції Сен-Дені — Плейель є пересадка на RER D Стад-де-Франс–Сен-Дені. Будівництво розширення почалося у 2014 році, і воно було відкрито 14 грудня 2020 року, за винятком Сен-Дені — Плейель. 

Лінію 14 також продовжили на південний схід від Олімпіад до аеропорту Орлі з 6 проміжними станціями. 
Її разом із північним розширенням до Сен-Дені — Плейєль відкрили 24 червня 2024 року. 

## Рухомий склад
На лінії 14 працює гумошинотехнічний рухомий склад. 
Використовувалися три типи поїздів: MP 89CA (21 поїзд станом на 3 листопада 2013 року), MP 05 (11 поїздів станом на 20 березня 2016 року) і MP 14 (22 поїзди станом на листопад 2022 року). Станом на 2018 рік MP89 і MP05 містять шість вагонів. 
Потяги MP14, які замінюють MP89 і MP05, мають вісім вагонів. 
Усі станції лінії 14 розраховані на розміщення восьми вагонів, і впровадження MP 14 значно збільшить пропускну спроможність лінії. 
Останні MP89 і MP05 вийшли на лінію у 2023 році. 

## Станції
| Назва Мовою оригіналу                                       | Фото | Комуна                    | Відкриття      | Пересадка                                                                                                   | Відстань (в км) | Відстань (в км) |
| ----------------------------------------------------------- | ---- | ------------------------- | -------------- | --- | --------------- | --------------- |
| Сен-Дені — Плеєль Saint-Denis Pleyel                        |      | Сен-Дені                  | 24 червня 2024 | (на Карфур-Плеєль) (на Стад-де-Франс — Сен-Дені)                                                            | –               | 0.0             |
| Мері-де-Сент-Уан Mairie de Saint-Ouen                       |      | Сент-Уан-сюр-Сен          | 14 грудня 2020 | Paris Métro · Paris Métro Line 13                                                                           | 1.1             | 1.1             |
| Сент-Уан Saint-Ouen                                         |      | Сент-Уан-сюр-Сен, Кліші   | 14 грудня 2020 | (на Сент-Уан)                                                                                               | 1.2             | 2.3             |
| Порт-де-Кліші Porte de Clichy                               |      | Париж (17-й)              | 28 січня 2021  | Paris Métro · Paris Métro Line 13 · Tramways in Île-de-France · Île-de-France tramway Line 3b · RER · RER C | 1.6             | 3.9             |
| Пон-Кардіне Pont Cardinet                                   |      | Париж (17-й)              | 14 грудня 2020 | (на Пон-Кардіне)                                                                                            | 0.6             | 4.5             |
| Сен-Лазар Saint-Lazare                                      |      | Париж (8-й)               | 16 грудня 2003 | (на Сент-Огюстен) (на Осман — Сен-Лазар) (на Сен-Лазар)                                                     | 1.7             | 6.2             |
| Мадлен Madeleine                                            |      | Париж (8-й)               | 15 жовтня 1998 | Paris Métro · Paris Métro Line 8 · Paris Métro Line 12                                                      | 0.7             | 6.9             |
| Пірамід Pyramides                                           |      | Париж (1-й)               | 15 жовтня 1998 | Paris Métro · Paris Métro Line 7                                                                            | 1.0             | 7.9             |
| Шатле Châtelet                                              |      | Париж (1-й, 4-й)          | 15 жовтня 1998 | (на Шатле — Ле-Аль)                                                                                         | 1.2             | 9.1             |
| Гар-де-Льйон Gare de Lyon                                   |      | Париж (12-й)              | 15 жовтня 1998 | (на Ліонський вокзал) (на Ліонський вокзал)                                                                 | 2.4             | 11.5            |
| Берсі Bercy                                                 |      | Париж (12-й)              | 15 жовтня 1998 | Paris Métro · Paris Métro Line 6                                                                            | 0.8             | 12.3            |
| Кур-Сент-Емільон Cour Saint-Émilion                         |      | Париж (12-й)              | 15 жовтня 1998 | | 1.0             | 13.3            |
| Бібліотек-Франсуа-Міттеран Bibliothèque François Mitterrand |      | Париж (13-й)              | 15 жовтня 1998 | RER · RER C                                                                                                 | 0.7             | 14.0            |
| Олімпіад Olympiades                                         |      | Париж (13-й)              | 26 червня 2007 | | 0.9             | 14.9            |
| Мезон-Бланш Maison Blanche                                  |      | Париж (13-й)              | 24 червня 2024 | Paris Métro · Paris Métro Line 7                                                                            | 1.0             | 15.9            |
| Опіталь-Бісетр Hôpital Bicêtre                              |      | Ле-Кремлен-Бісетр, Жантії | 24 червня 2024 | | 1.6             | 17.5            |
| Вільжуїф-Гюстав Руссі Villejuif–Gustave Roussy              |      | Вільжуїф                  | грудень 2024   | | 1.9             | 19.4            |
| Л'Ай-ле-Роз L'Haÿ-les-Roses                                 |      | Шевії-Ларю, Л'Ай-ле-Роз   | 24 червня 2024 | | 2.1             | 21.5            |
| Шевії-Ларю Chevilly-Larue                                   |      | Шевії-Ларю                | 24 червня 2024 | Tramways in Île-de-France · Île-de-France tramway Line 7                                                    | 2.2             | 23.7            |
| Тьє-Орлі Thiais–Orly                                        |      | Тьє                       | 24 червня 2024 | (на Пон-де-Рунжі — Аеропорт Орлі)                                                                           | 1.3             | 25.0            |
| Аеропорт Орлі Aéroport d'Orly                               |      | Паре-В'єй-Пост            | 24 червня 2024 | Tramways in Île-de-France · Île-de-France tramway Line 7                                                    | 2.3             | 27.3            |

## Архітектура
.

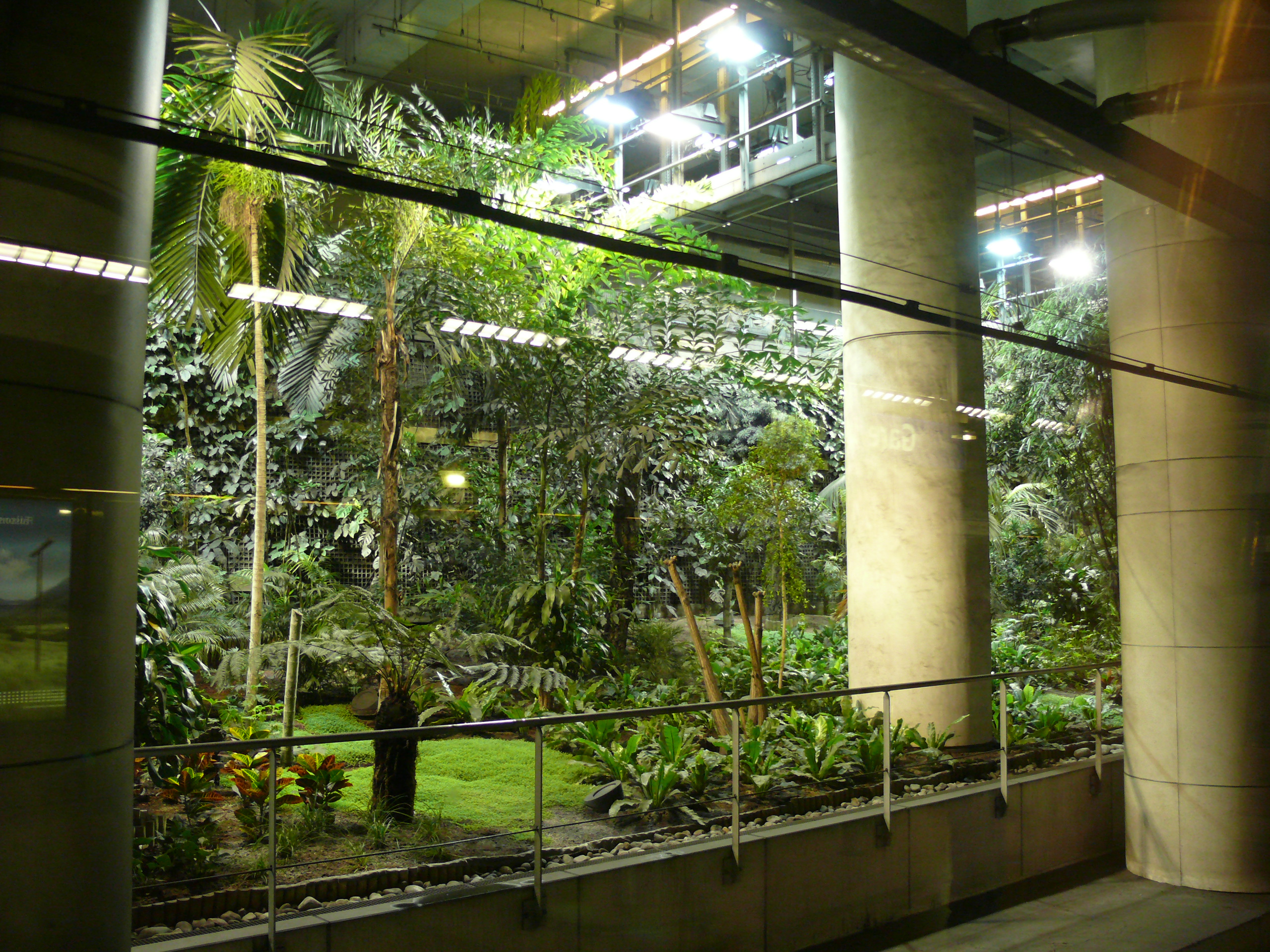
Екзотичний сад на Гар-де-Льйон

Концептуальний дизайн станцій намагався викликати простір і відкритість. 
Розмір станцій, їхніх коридорів і пересадних залів архітектурно наближає лінію до RER, а не до чинних ліній метро. 
RATP обрала особливий стиль нової лінії, наприклад, плитку світлого кольору, а не бітум. 
Використання простору розробили в сучасній манері: об’ємні простори змішали багато світла з сучасними матеріалами та загалом полегшили потік пасажирів. 
За задумом дизайнерів, станції мають бути відображенням «благородного громадського простору, монументального за духом, міського за вибором форм і матеріалів». 
Чотири архітектори спроєктували перші сім станцій на лінії: Жан-П’єр Вайс і Бернард Кон — шість із них, а Антуан Грумбах і П’єр Шалл — станцію Бібліотек-Франсуа-Міттеран. 
Сен-Лазар отримує користь від колодязя природного світла, який видно на платформах, навіть якщо вони знаходяться на п’ять рівнів нижче поверхні. 
Вихід зі станції побудований зі скляної кульки, розробленої Жаном-Марі Шарпантьє, і розташований прямо перед вокзалом Сен-Лазар, вказуючи на ряд автобусних зупинок. 
Пірамід і Мадлен наділені особливим освітленням, яскраве сонячне світло зовні падає на платформи; система, яка, очевидно, не працює вночі. 
У Мадлен є кілька відеопроєкторів, які дозволяють встановлювати культурні інсталяції, наприклад, один на Марлен Дітріх, актрисі, восени 2003 року. 

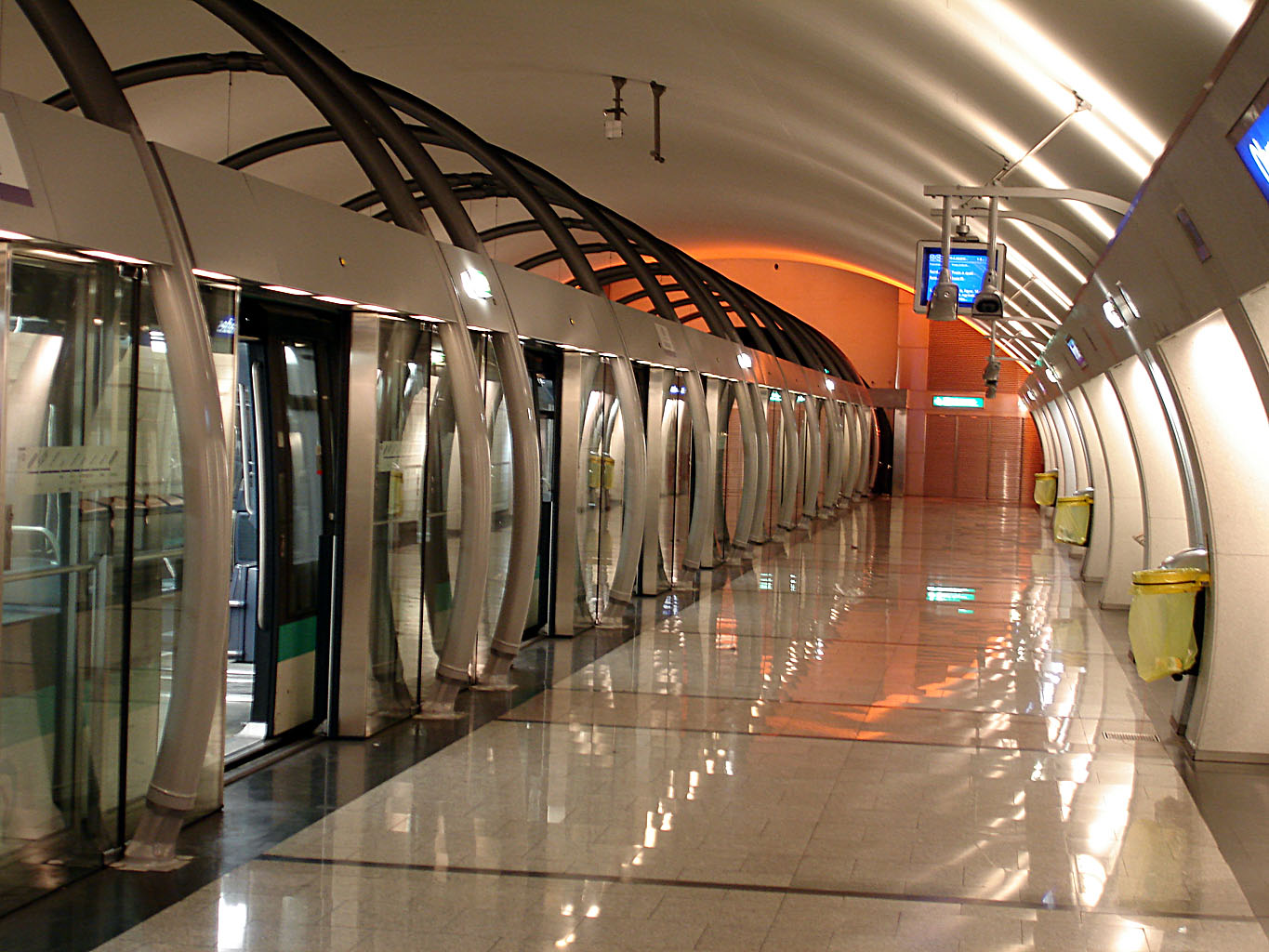
Станція Олімпіад

Гар-де-Льйон пропонує мандрівникам вид на тропічний сад з правого боку від поїздів, що прямують до Олімпіад, при вході на станцію. 
Цей сад розташований під будинком RATP, біля підніжжя якого побудована станція. 
Він займає приміщення, спочатку відведене для Музею транспорту. 
Крім того, це єдина станція, обладнана центральною платформою, єдине можливе планування з огляду на щільність підземної забудови району. 
Бібліотек-Франсуа-Міттеран має свій унікальний дизайн: монументальні п’ятнадцятиметрові стовпи та сходи, що утворюють півколо діаметром сімдесят метрів. 
Станцію Олімпіад розробили архітектори Ar.thème Associés відповідно до керівних принципів лінії, визначених Бернардом Коном в 1991 році. 
Таким чином станція відповідає іншим у виборі матеріалів (поліровані бетонні арки, дерево на стелі тощо). 
З іншого боку, деякі станції на лінії примітні через неприємний запах вогкості та сірки, який іноді можна знайти аж до перехідних залів. 
Через відносну глибину лінії вона проходить під рівнем ґрунтових вод, створюючи постійний ризик просочування, подібний до того, що спостерігається на лінії E RER. 